# کلیدسپاری
کلیدسپاری (انگلیسی: Delivery of the Keys) یا اعطای کلیدها به سنت پطرس توسط مسیح، فرسکویی است از پیترو پروجینو، نقاش دوره رنسانس ایتالیا، که در سال‌های ۱۴۸۱–۱۴۸۲ میلادی اجرا شد و در کلیسای سیستین در رم قرار دارد.

## تاریخچه
سفارش این اثر در سال ۱۴۸۰ آغاز شد، زمانی که پروجینو در حال تزئین نمازخانه‌ای در کلیسای قدیمی سنت پیتر در رم بود. پاپ سیکستوس چهارم از کار او رضایت داشت و تصمیم گرفت تزئینات نمازخانهٔ جدیدی را که در کاخ واتیکان ساخته بود نیز به او بسپارد. به دلیل بزرگی پروژه، بعدها گروهی از نقاشان فلورانسی از جمله ساندرو بوتیچلی، دومنیکو گیرلاندایو و دیگران به او پیوستند.
در حالی که نقاشی هنوز در حال اجرا بود، بازدید آلفونسوی دوم ناپل باعث شد تا او در بخش چپ صحنه در میان گروه شخصیت‌های جلویی افزوده شود. برای ایجاد تعادل در تصویر، یکی از حواریون بالای سر پطرس افزوده شد.

## توصیف

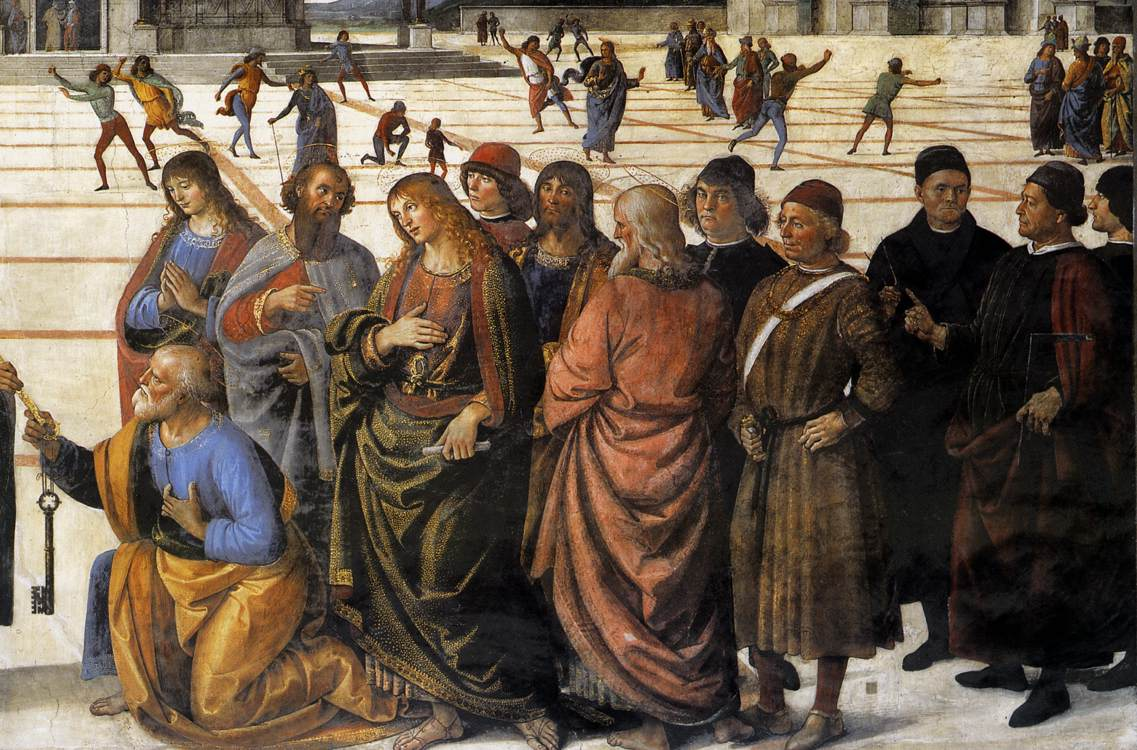
جزئیات

این صحنه که بخشی از مجموعهٔ داستان‌های عیسی در دیوار شمالی نمازخانه است، به متی ۱۶ ارجاع دارد که در آن عیسی به پطرس می‌گوید «کلیدهای پادشاهی آسمان را به تو خواهم داد». این کلیدها نماد قدرت بخشش گناهان و رساندن پیام الهی هستند، که به آنان توانایی ورود دادن دیگران به بهشت را می‌بخشند. شخصیت‌های اصلی در دو ردیف فشرده در پیش‌زمینه و نزدیک به سطح تصویر، زیر خط افق قرار گرفته‌اند.
در مرکز، عیسی در حال اعطای کلیدهای نقره‌ای و طلایی به پطرس زانوزده است و اطراف او حواریون از جمله یهودا (پنجمین نفر از سمت چپ مسیح) قرار دارند، همگی دارای هاله‌ای در اطراف سرشان هستند. در میان آنان، پرتره‌هایی از معاصران آن دوره نیز دیده می‌شود، از جمله کسی که گفته می‌شود خودنگارهٔ پروجینو است (پنجمین نفر از سمت راست).
میدان صاف و باز، با سنگ‌های رنگی به مستطیل‌های پرسپکتیوی تقسیم شده است. در مرکز پس‌زمینه، معبدی قرار دارد که شبیه به کلیسای آرمانی در کتاب در باب معماری از لئون باتیستا آلبرتی است. در دو سوی آن، قوس‌های پیروزی با کتیبه‌هایی دیده می‌شود که پاپ سیکستوس چهارم را با سلیمان مقایسه می‌کنند و یادآور معبد سلیمان هستند. در فاصلهٔ میانهٔ میدان، دو صحنه از زندگی مسیح به تصویر کشیده شده‌اند: پرداخت مالیات به قیصر در سمت چپ، و سنگسار عیسی در سمت راست.

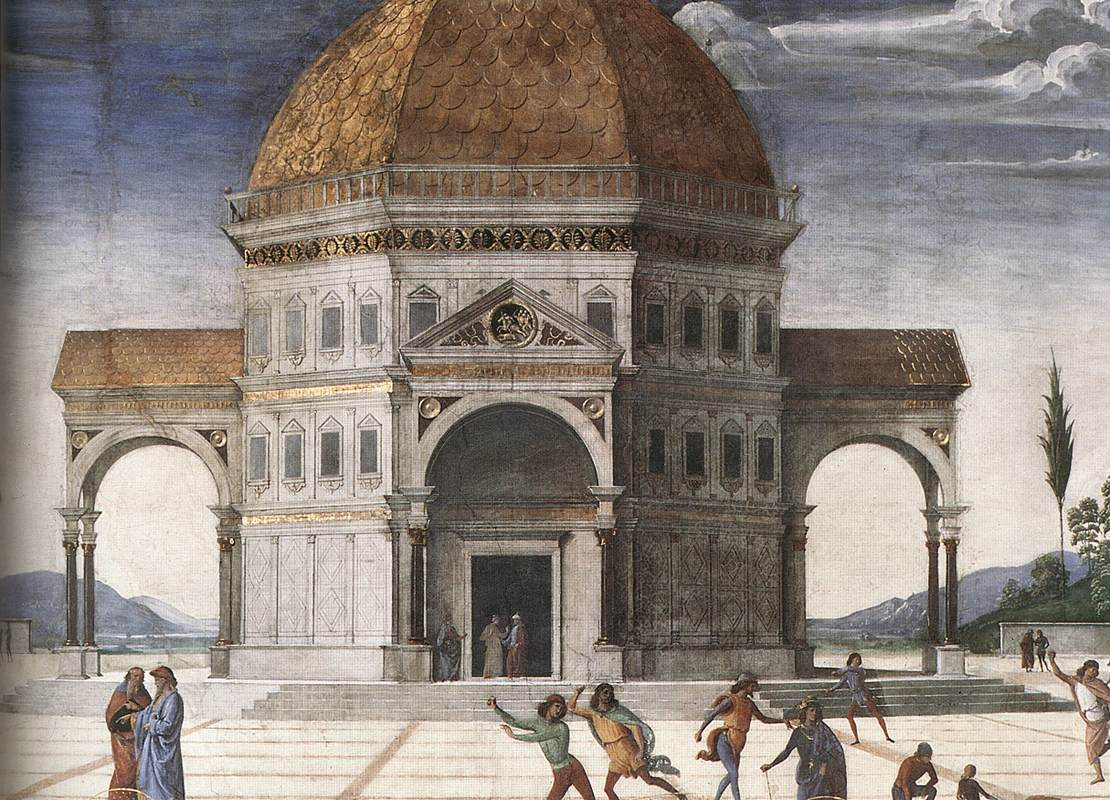
جزئیات ساختمان مرکزی

سبک پیکره‌ها تحت تأثیر آندرئا دل وروکیو است. پارچه‌ها با پیچ‌وتابی پویا و پیچیده طراحی شده‌اند. برخی از حواریون مانند یوحنای رسول، با چهره‌هایی زیبا، موهای بلند، رفتاری نجیب و وقار خاص، یادآور قدیس توما در مجسمه برنزی وروکیو در اورسانمیکله هستند. ژست‌های پیکره‌ها به تعداد کمی حالات پایه محدود شده‌اند که اغلب به صورت قرینه تکرار می‌شوند، نشان از استفاده از کارتون (طرح اولیهٔ مشترک) دارد. این پیکره‌ها برازنده و استوارند و محکم روی زمین ایستاده‌اند. سر آن‌ها اندکی کوچک‌تر از بدن است و ویژگی‌های چهره با دقت و جزئیات بالا پرداخت شده‌اند.
قبةالصخره و ایوان‌های آن که در محور مرکزی قرار دارد، احتمالاً بر اساس طرحی از یک معمار ساخته شده، اما اجرای پروجینو بیشتر شبیه به بازنمایی یک مدل چوبی است که با دقت رنگ‌آمیزی شده. این ساختمان با قوس‌هایش، پس‌زمینه‌ای را تشکیل می‌دهد که کنش‌ها در برابر آن اتفاق می‌افتد. پروجینو در ترسیم چشم‌انداز سهم بزرگی دارد. حس گستردگی بی‌پایان جهان که تا افق ادامه می‌یابد، در این اثر از هر نقاش معاصر او برجسته‌تر است؛ درختان پرپَر در برابر آسمان ابری و تپه‌های آبی-خاکستری دوردست، راه‌حلی هنرمندانه هستند که بعدها برای نقاشانی مانند رافائل آموزنده بود.
ساختمان مرکزی، شباهت بسیاری به ساختمان موجود در ازدواج مقدس دارد، و همچنین به ساختمان نقاشی‌شده توسط شاگرد پروجینو، پینتوریکیو، در مجموعهٔ داستان‌های سنت برناردینو در نمازخانه بوفالینی در سنتا ماریا در آراکوئلی.

## افسانه
این فرسکو زمانی نشانه‌ای از خوش‌یُمنی در مجمع انتخاب پاپ دانسته می‌شد: بر اساس یک خرافه، کاردینالی که به قید قرعه در سلولی زیر این فرسکو اقامت می‌یافت، اغلب به عنوان پاپ انتخاب می‌شد. اسناد معاصر نشان می‌دهد که دست‌کم سه پاپ در هنگام برگزاری کنکلاو در حجرهٔ زیر این فرسکو سکونت داشتند: کلمنت هفتم، ژولیوس دوم و پاپ پائولوس سوم.